# Династија: Поново на окупу
Династија: Поново на окупу (енгл. Dynasty: The Reunion) је америчка мини ТВ серија која представља наставак и поновно окупљање екипе популарне сапунице Династија (1981—1989). Ова четворосатна мини-серија емитована је из два дела 1991. године, на каналу Еј-Би-Си и наставља причу о богатој породици Карингтон из Денвера у Колораду.
У тадашњој СФР Југославији, емитована је током 1992. године на Радио-телевизији Београд, у оквиру програма „Око поноћи”.

## Радња
Последња епизода ТВ серије „Династија”, која је емитована у мају 1989. године, оставила је нафтног тајкуна Блејка Карингтона упуцаног од стране подмићеног полицајца, његову вољену супругу Кристал у коми, а његову бившу супругу Алексис у смртној опасности док је падала са балкона. „Поново на окупу” одвија се две године касније, након што је Блејк преживео пуцњаву, а затим осуђен за смрт свог нападача. На крају је помилован и пуштен из затвора.
Кристал се буди из коме током двогодишње празнине и враћа се у Денвер где налази дворац Карингтонових на аукцији. У Калифорнији, она је поновно спојена са пресрећним Блејком. Блејков и Алексисин син Стивен Карингтон сада је еколошки лобиста у Вашингтону и у вези је са Бартом Фалмонтом. Стивенова сестра Фалон растала се од супруга Џефа Колбија и љубавника Џона Зорелија и поновно је у вези са Мајлсом Колбијем. Фалон такође одгаја своје двоје деце и Блејкову и Кристалину ћерку Кристину. У међувремену, Кристалина сестричина Семи Џо, изгубивши своје богатство, поново се бави манекенством у Њујорку и има везу са Арленом Маршалом, ожењеним мушкарцем који поседује модну кућу. На модној писти за његову кућу, Семи Џо ускоро ступа у везу са најновијим улагачем друштва: својом бившом свекрвом Алексис која је преживела пад са балкона претпрошле године пошто је пала на свог бившег (а сада покојног) супруга Декса Декстера.
Убрзо постаје јасно да је Блејков пад оркестрирао Конзорцијум, тајанствено удружење које сада управља Денвер-Карингтоном. Најгрознији део њиховог плана се остварује пошто је Кристал испран мозаг пре њеног повратка и репрограмирана је да убије Блејка. Њена љубав према Блејку омогућава јој да се одупре и превазиђе репрограмирање, али Конзорцијум отима Џефа. Спасили су га Мајлс, Блејков и Алексисин најстарији син Адам и Џефова бивша супруга Кирби Андерс. Упркос Адамовој умешаности у преузимање Конзорцијума, он и Блејк се мире. Адам и Кирби се такође присећају своје прошле романсе, а Блејк поново добија управу над Денвер-Карингтоном након што Адам сведочи у његову корист. Кристал и Алексис су се последњи пут потукле јер су се посвађале у Алексисиној модној кући.
Карингтонови се поновно окупљају у дворцу док тајни вођа Конзорцијума Џереми ван Дорн, који је у вези са несвесном Алексис, покушава да преузме управу над њеним друштвом Колбико и убије је. Он је одвлачи у гаражу и покушава да је угуши плиновима угљен-моноксида из кола паркираних унутра, али Адам ју је спасио, а Ван Дорн побегао. Фалон схвата да још увек воли Џефа па напушта Мајлса због њега. Блејк и Кристал одржавају породично славље у дворцу на које је позвана чак и Алексис. Након што Блејк наздравља породици, мини-серија се завршава док он и Кристал плешу заједно, коначно срећни.

## Улоге
| Глумац          | Улога             |
| --------------- | ----------------- |
| Џон Форсајт     | Блејк Карингтон   |
| Линда Еванс     | Кристал Карингтон |
| Џон Џејмс       | Џеф Колби         |
| Хедер Локлер    | Семи Џо Карингтон |
| Ема Самс        | Фалон Карингтон   |
| Кетлин Белер    | Кирби Андерс      |
| Ал Корли        | Стивен Карингтон  |
| Максвел Колфилд | Мајлс Колби       |
| Мајкл Брендон   | Арлен Маршал      |
| Робин Сакс      | Адам Карингтон    |
| Жероен Крабе    | Џереми ван Дорн   |
| Џоан Колинс     | Алексис Карингтон |

## Епизоде
| Бр. еп. | Наслов        | Редитељ       | Сценариста                                                   | Премијера         | Прод. код | Гледаност (милиони) |
| --- | ------------- | ------------- | ------------------------------------------------------------ | ----------------- | --------- | ------------------- |
| 1 | "Први део"    | Ирвинг Џ. Мур | Ричард и Естер Шапиро, Едвард ДеБласио, Ајлин и Роберт Полок | 20. октобар 1991. | 101       | 23.00               |
| Блејк је помилован и пуштен из затвора, а Кристал је пуштена из швајцарске болнице па су се њих двоје поново спојили после две и по године. Фалон је у Калифорнији где живи са Мајлсом Колбијем поново. Стивен живи у Вашингтону са својим дечком Бартом Фалмонтом. Семи Џо се бави манекенством у Њујорку. Алексис је у вези са пословним човеком Џеремијем ван Дорном. Џереми је члан мутног удружења "Конзоцријум" који је преузео управљање над "Денвер−Карингтоном". Џефа Колбија је отео "Конзорцијум". |               |               |                                                              |                   |           |                     |
| 2 | "Други део"   | Ирвинг Џ. Мур | Ричард и Естер Шапиро, Едвард ДеБласио, Ајлин и Роберт Полок | 20. октобар 1991. | 101       | 23.00               |
| Адам је разговарао са Џефом и схватио шта "Конзорцијум" намерва. Касније се срео са Кирби, а она је заказала вечеру коју је он искористио да јој каже оно што му је Џеф рекао. Док је била у Швајцарској, др. Џобинет је програмирао Кристал да убије Блејка. |               |               |                                                              |                   |           |                     |
| 3 | "Трећи део"   | Ирвинг Џ. Мур | Ричард и Естер Шапиро, Едвард ДеБласио, Ајлин и Роберт Полок | 22. октобар 1991. | 102       | 20.30               |
| Адам и Кирби су спасили Џефа. Кристал је покушала да убије Блејка, али је њена љубав према њему била јака па се одупрла програмирању "Конзорцијума". |               |               |                                                              |                   |           |                     |
| 4 | "Четврти део" | Ирвинг Џ. Мур | Ричард и Естер Шапиро, Едвард ДеБласио, Ајлин и Роберт Полок | 22. октобар 1991. | 102       | 20.30               |
| Преузимање "Денвер−Карингтона" од стране "Конзорциума" није било по закону па је управљање враћено Блејку. Џереми ван Дорн је још једанпут покушао да преузме управљање над "Денвер−Карингтоном" и друштвом "Колби" тако што је покушао да угуши Алексис плином, али њу је спасио Адам. Фалон се вратила Џефу оставивши Мајлса. Кристал је направила породичну вечеру на којој им се и Алексис придружила. Блејк је наздравио њиховим породичним односима, упркос ранијим противништвима.                     |               |               |                                                              |                   |           |                     |

## Продукција
Отказивање „Династије” 1989. године оставило је неразјашњено финале девете сезоне као финале серије и ликове у смртној опасности. Првобитни члан глумачке поставе Џон Форсајт касније је приметио: „Начин на који смо одсечени била је срамота.” Извршни продуцент Арон Спелинг рекао је током продукције мини-серије „да Бетовен може оставити симфонију недовршену ... Нисмо мислили да бисмо то могли учинити са сапуницом.” Желећи да се серија достојно заврши, глумачка постава се сложила да се врати „по незнатно смањеним платама”, а продукција се ослањала на снимке локација, а не на скупе сетове свог врхунца. „Још увек смо неговани, неговани унутар центиметра свог живота”, приметила је звезда Џоан Колинс.
Оригинални члан поставе, Ал Корли, вратио се као Стивен Карингтон, упркос чињеници да је напустио серију након друге сезоне и да га је заменио Џек Колман. Будући да је Колман био недоступан због сукоба у заказивању, Корли је ступио на снагу, иако је Стивенова промена изгледа приликом уласка Колмана 1983. године била приписана пластичној операцији након пуцања нафте. Дугогодишњу звезду Династије Гордона Томсона у мини-серији заменио је глумац Робин Сакс у улози бескрупулозног Адама Карингтона због сличних проблема као са Колманом. Као исход тога, Томсон је тужио продукцију Арона Спелинга због кршења уговора. Томсон је такође оптужио продукцијску кућу да је „лоше управљала” комуникацијама са продуцентима ТВ серије „Санта Барбара”, где се тада појавио у улози Мејсона Капвела. Мини-серија је вратила лик Кирби Андерс (Кетлин Белер), који је отписан 1984. године, али Мајлсова мајка и Алексисина јетрва Сабел Колби (Стефани Бичам), Алексисин бивши супруг Декс Декстер (Мајкл Нејдер) и Блејкова полусестра Доминик Деверо (Дајен Керол) нису били укључени у мини-серију.
„Династија: Поново на окупу” такође је окупила многе чланове екипе која је радила на оригиналној серији, укључујући писце и твроце Ричарда и Естер Шапиро, Ајлин и Роберта Мејсона Полока, Едварда де Бласија, продуценткињу Елејн Рич, кинематографа Мајкла Хуга и костимографа Нолана Милера.

## Гледаност
„Династија: Поново на окупу” емитована је 20. и 22. октобра 1991. године на каналу Еј-Би-Си. Први део пратило је 23 милиона америчких гледалаца, а рангиран је на 15. месту. Други део је пратило 20,3 милиона америчких гледалаца и рангиран на 17. месту.